# Melanitis boisduvalia
Melanitis boisduvalia är en fjärilsart som beskrevs av Felder 1863. Melanitis boisduvalia ingår i släktet Melanitis och familjen praktfjärilar. Inga underarter finns listade i Catalogue of Life.